# マニトゥー湖

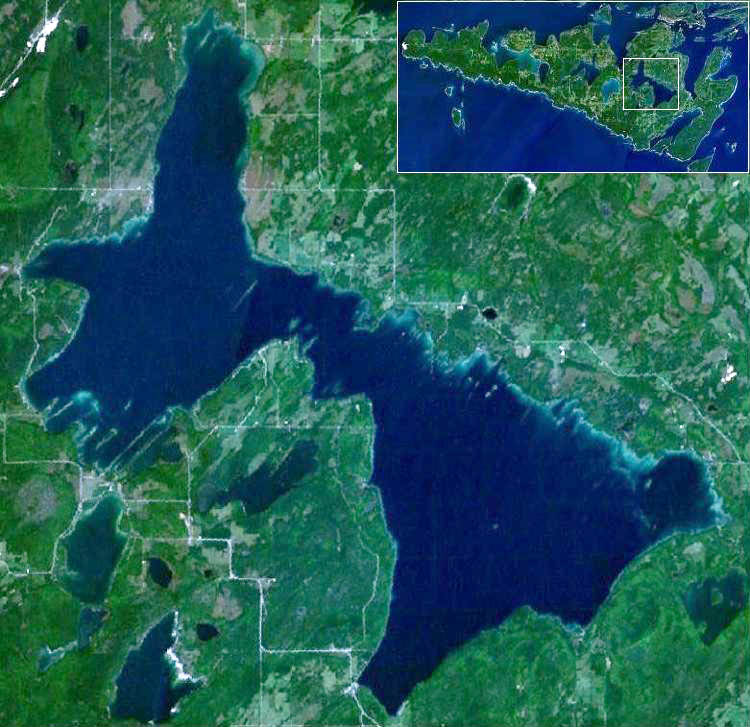
マニトゥー湖

マニトゥー湖 (マニトゥーこ、Lake Manitou) はカナダのオンタリオ州マニトゥーリン地区にある湖。ヒューロン湖に浮かぶマニトゥーリン島にある湖の一つで島内では最大。また、世界最大の、湖の中にある島の湖である。面積は約104 km²。湖南部からマニトゥー川が流れ出している。